# Daniel Nordlander (sjökapten)
Daniel Nordlander, född 1763 i Vik i Torsåkers socken, Ångermanland, död 1842, var en svensk sjökapten.
År 1786 blev han matros på skeppet Nordenfalk. Han deltog i Finska kriget, för vilka insatser han erhöll medaljen För tapperhet i fält för stort personligt mod. År 1819 blev han kapten varefter samma år skeppare på galeasen Fortuna, där även hans son Daniel var påmönstrad som jungman.

## Familj
Daniel Nordlander tillhörde släkten Nordlander från Bjärtrå. Han var son till hemmansägare Nils Danielsson Nordlander (1726–1775) och Brita, född Persdotter (1733–1805). Gift 1795 med Margaretha Abrahamsdotter (1765–1821) i hennes andra gifte. Tillsammans fick de barnen Nils Nordlander (1796–1874), kyrkoherde, riksdagsledamot och grundare av Skellefteå stad, samt Daniel Nordlander (1803–1836), styrman.